# Sport-Club Freiburg 2014-2015 (femminile)
Questa voce raccoglie le informazioni riguardanti la squadra femminile dello Sport-Club Freiburg nelle competizioni ufficiali della stagione 2014-2015.

## Divise e sponsor
La grafica era la stessa adottata dal Friburgo maschile. Il main sponsor era Furtwängler, lo sponsor tecnico, fornitore delle tenute di gioco, Nike.
| Casa | Trasferta |

## Organigramma societario
Area tecnica
- Allenatore: Dietmar Sehrig
- Allenatori in seconda: Willi Waibel, Julian Wiedensohler
- Preparatori dei portieri: Elke Walther, Ingo Zschau
- Preparatore atletico: Jonathan Schaller

## Rosa
Rosa, ruoli e numeri di maglia come da sito ufficiale integrati dal sito Federcalcio tedesca (DFB).
| N. |                        | Ruolo | Calciatrice                   |
| -- | ---------------------- | ----- | ----------------------------- |
| 1  | Germania (bandiera)    | P     | Laura Benkarth (capitano)     |
| 2  | Germania (bandiera)    | D     | Lisa Karl                     |
| 3  | Stati Uniti (bandiera) | D     | Jenista Clark                 |
| 4  | Stati Uniti (bandiera) | D     | Chioma Igwe (vice capitano)   |
| 5  | Germania (bandiera)    | D     | Kim Fellhauer                 |
| 6  | Germania (bandiera)    | D     | Daria Streng                  |
| 7  | Germania (bandiera)    | C     | Sara Däbritz                  |
| 8  | Germania (bandiera)    | C     | Juliane Maier (vice capitano) |
| 9  | Germania (bandiera)    | C     | Nicole Banecki                |
| 10 | Germania (bandiera)    | A     | Sylvia Arnold                 |
| 11 | Germania (bandiera)    | A     | Hasret Kayikçi                |
| 12 | Germania (bandiera)    | P     | Lotta Ravn                    |
| 13 | Germania (bandiera)    | A     | Sandra Starke                 |

| N. |                     | Ruolo | Calciatrice        |
| -- | ------------------- | ----- | ------------------ |
| 15 | Germania (bandiera) | C     | Saskia Meier       |
| 16 | Svizzera (bandiera) | C     | Fabienne Bangerter |
| 17 | Germania (bandiera) | D     | Manjou Wilde       |
| 18 | Austria (bandiera)  | C     | Sarah Puntigam     |
| 19 | Germania (bandiera) | D     | Jobina Lahr        |
| 20 | Germania (bandiera) | C     | Myriam Krüger      |
| 21 | Germania (bandiera) | C     | Claire Savin       |
| 22 | Germania (bandiera) | A     | Lena Petermann     |
| 23 | Germania (bandiera) | P     | Teresa Straub      |
| 24 | Germania (bandiera) | C     | Anja Hegenauer     |
| 25 | Austria (bandiera)  | D     | Verena Aschauer    |
| 26 | Germania (bandiera) | C     | Pia Züpfle         |
| 27 | Germania (bandiera) | C     | Clara Schöne       |

## Calciomercato

### Sessione estiva
| Acquisti | Acquisti           | Acquisti        | Acquisti   |
| R.       | Nome               | da              | Modalità   |
| -------- | ------------------ | --------------- | ---------- |
| P        | Eva-Lotta Ravn     | Magdeburger FFC | definitivo |
| D        | Kim Fellhauer      | Saarbrücken     | definitivo |
| D        | Verena Hanshaw     | Cloppenburg     | definitivo |
| D        | Daria Streng       | MSV Duisburg    | definitivo |
| C        | Nicole Banecki     | Kriens          | definitivo |
| C        | Fabienne Bangerter | Basilea         | definitivo |
| C        | Sarah Puntigam     | Kriens          | definitivo |
| C        | Clara Schöne       | Bayern Monaco   | definitivo |
| C        | Manjou Wilde       | Werder Brema    | definitivo |
| A        | Lena Petermann     | UCF Knights     | definitivo |

| Cessioni | Cessioni            | Cessioni           | Cessioni                       |
| R.       | Nome                | a                  | Modalità                       |
| -------- | ------------------- | ------------------ | ------------------------------ |
| D        | Laura Störzel       | 1. FFC Francoforte | definitivo                     |
| D        | Caroline Abbé       | Bayern Monaco      | definitivo                     |
| C        | Margarita Gidion    | SGS Essen          | definitivo                     |
| C        | Sonja Giraud        | San Francisco Dons | definitivo                     |
| C        | Melanie Leupolz     | Bayern Monaco      | definitivo                     |
| C        | Mona Lohmann        | Neunkirch          | definitivo                     |
| C        | Eva-Maria Virsinger | Friburgo II        | aggregata alla squadra riserve |
| A        | Julia Glaser        | Basilea            | definitivo                     |
| A        | Carmen Höfflin      | Sand               | definitivo                     |
| A        | Fiona O'Sullivan    | Notts County       | definitivo                     |

### Sessione invernale
| Acquisti | Acquisti | Acquisti | Acquisti |
| R.       | Nome     | da       | Modalità |
| -------- | -------- | -------- | -------- |
|          |          |          |          |

| Cessioni | Cessioni           | Cessioni | Cessioni   |
| R.       | Nome               | a        | Modalità   |
| -------- | ------------------ | -------- | ---------- |
| C        | Fabienne Bangerter | Basilea  | definitivo |

## Risultati

### Frauen-Bundesliga

#### Girone di andata
| Arbitro: | Wozniak (Herne) |

|                                           |           |  |
| Bernauer 29’ Müller 74’ Graham Hansen 80’ | Marcatori |  |

| Arbitro: | Kurtes (Düsseldorf) |

|              |           |                          |
| Arnold 90+1’ | Marcatori | 38’ Beckmann 55’ Stengel |

| Arbitro: | Diekmann (Essen) |

|  |           |                        |
|  | Marcatori | 50’ Kayikçi 76’ Starke |

| Arbitro: | Wolk (Worms) |

|                 |           |                                             |
| Starke 40’, 72’ | Marcatori | 4’ Šimić 21’ Wesely 29’ Nagasato 53’ Cramer |

| Arbitro: | Diekmann (Essen) |

|           |           |                                     |
| Mauro 35’ | Marcatori | 34’ Starke 43’ Schöne 90+2’ Kayikçi |

| Arbitro: | Haider (Roth) |

|                                           |           |  |
| Starke 16’ Maier 18’ (rig.) Petermann 20’ | Marcatori |  |

| Arbitro: | Diekmann (Essen) |

|                     |           |                                 |
| Grove 41’ Nesse 89’ | Marcatori | 3’, 56’ Starke 11’ (rig.) Maier |

| Arbitro: | Westerhoff (Bochum) |

|              |           |                                           |
| Puntigam 77’ | Marcatori | 31’ Doorsoun 38’, 45’ Schüller 41’ Gidion |

| Arbitro: | Söder (Ingolstadt) |

|                                                        |           |  |
| Šašić 1’, 12’, 59’, 75’ Laudehr 4’ Garefrekes 38’, 81’ | Marcatori |  |

| Arbitro: | Wolk (Worms) |

|                                                |           |               |
| Knaak 29’ Weber 41’, 42’ Schwab 51’ Linden 58’ | Marcatori | 80’ Petermann |

| Arbitro: | Baitinger (Friesenheim) |

|            |           |  |
| Arnold 16’ | Marcatori |  |

#### Girone di ritorno
| Arbitro: | Heimann (Gladbeck) |

|  |           |               |
|  | Marcatori | 29’, 39’ Popp |

| Arbitro: | Derlin (Bad Schwartau) |

|                                                           |           |  |
| Holstad Berge 14’ Bürki 27’ Iwabuchi 35’ Stengel 37’, 55’ | Marcatori |  |

| Arbitro: | Söder (Norimberga) |

|                    |           |                          |
| Starke 7’ Igwe 86’ | Marcatori | 24’ Voňková 73’ Weichelt |

| Arbitro: | Hussein (Bad Harzburg) |

|                                                                       |           |                    |
| Elsig 10’ (rig.) Pedersen 23’, 81’ Wesely 58’ Añonma 74’ Andonova 88’ | Marcatori | 53’ (rig.) Däbritz |

| Arbitro: | Lohmeyer (Holtland) |

|                                     |           |                |
| Maier 32’ (rig.) Wilde 46’ Igwe 90’ | Marcatori | 54’, 85’ Mauro |

| Arbitro: | Diekmann (Essen) |

|                         |           |                        |
| Añonma 78’ Andonova 88’ | Marcatori | 58’ Starke 60’ Kayikçi |

| Arbitro: | Illing (Limbach-Oberfrohna) |

|                 |           |                                     |
| Arnold 62’, 90’ | Marcatori | 5’ Göllner 8’ Hackmann 20’ Ronzetti |

| Arbitro: | Heimann (Gladbeck) |

|                                                              |           |            |
| Hartmann 1’ Lehmann 35’ Dallmann 55’ Gidion 60’ Schüller 86’ | Marcatori | 45’ Arnold |

| Arbitro: | Wolk (Worms) |

|                    |           |                                                  |
| Petermann 12’, 28’ | Marcatori | 20’ Šašić 30’ Garefrekes 60’ Laudehr 85’ Boquete |

| Arbitro: | Kurtes (Düsseldorf) |

|                          |           |                                      |
| Starke 78’ Petermann 85’ | Marcatori | 13’ Beck 45’ (rig.) Panfil 54’ Knaak |

| Arbitro: | Heimann (Gladbeck) |

|                     |           |                        |
| Chojnowski 33’, 58’ | Marcatori | 62’ Kayikçi 72’ Starke |

### DFB-Pokal
| Arbitro: | Wacker (Lehrensteinsfeld) |

|                   |           |  |
| Igwe 5’ Wilde 23’ | Marcatori |  |

| Arbitro: | Wacker (Lehrensteinsfeld) |

|  |           |                                                              |
|  | Marcatori | 14’ Starke 20’ Maier 28’ Wilde 46’, 79’ Kayikçi 61’ Puntigam |

| Arbitro: | Baitinger (Friesenheim) |

|                                                                                               |           |                                      |
| Maier 47’ (rig.), 59’ (rig.) Sylvia Arnold 76’ Petermann 101’, 107’ Starke 118’ Puntigam 120’ | Marcatori | 18’ Aradini 19’ Pollmann 33’ Ehegötz |

| Arbitro: | Rafalski (Baunatal) |

|                          |           |                                                       |
| Clark 61’ Hegenauer 112’ | Marcatori | 48’ Fischer 104’ Ogimi 108’ Graham Hansen 120’ Blässe |

## Statistiche

### Statistiche di squadra
| Competizione         | Punti | In casa | In casa | In casa | In casa | In casa | In casa | In trasferta | In trasferta | In trasferta | In trasferta | In trasferta | In trasferta | Totale | Totale | Totale | Totale | Totale | Totale | DR  |
| Competizione         | Punti | G       | V       | N       | P       | Gf      | Gs      | G            | V            | N            | P            | Gf           | Gs           | G      | V      | N      | P      | Gf     | Gs     | DR  |
| -------------------- | ----- | ------- | ------- | ------- | ------- | ------- | ------- | ------------ | ------------ | ------------ | ------------ | ------------ | ------------ | ------ | ------ | ------ | ------ | ------ | ------ | --- |
| Frauen-Bundesliga    | 23    | 11      | 3       | 1       | 7       | 19      | 26      | 11           | 4            | 1            | 6            | 15           | 36           | 22     | 7      | 2      | 13     | 34     | 62     | -28 |
| DFB-Pokal der Frauen | -     | 3       | 2       | 0       | 1       | 11      | 7       | 1            | 1            | 0            | 0            | 6            | 0            | 4      | 3      | 0      | 1      | 17     | 7      | +10 |
| Totale               | -     | 14      | 5       | 1       | 8       | 30      | 33      | 12           | 5            | 1            | 6            | 21           | 36           | 26     | 10     | 2      | 14     | 51     | 69     | -18 |

### Andamento in campionato
| Giornata  | 1  | 2  | 3 | 4  | 5 | 6 | 7 | 8 | 9 | 10 | 11 | 12 | 13 | 14 | 15 | 16 | 17 | 18 | 19 | 20 | 21 | 22 |
| --------- | -- | -- | - | -- | - | - | - | - | - | -- | -- | -- | -- | -- | -- | -- | -- | -- | -- | -- | -- | -- |
| Luogo     | T  | C  | T | C  | T | C | T | C | T | T  | C  | C  | T  | C  | T  | C  | T  | C  | T  | C  | C  | T  |
| Risultato | P  | P  | V | P  | V | V | V | P | P | P  | V  | P  | P  | N  | P  | V  | V  | P  | P  | P  | P  | N  |
| Posizione | 11 | 10 | 8 | 10 | 6 | 6 | 6 | 6 | 7 | 7  | 6  | 7  | 7  | 7  | 9  | 6  | 6  | 6  | 7  | 7  | 7  | 7  |

Legenda:

Luogo: C = Casa; T = Trasferta. Risultato: V = Vittoria; N = Pareggio; P = Sconfitta.

### Statistiche delle giocatrici
| Giocatore    | Frauen-Bundesliga | Frauen-Bundesliga | Frauen-Bundesliga | Frauen-Bundesliga | DFB-Pokal der Frauen | DFB-Pokal der Frauen | DFB-Pokal der Frauen | DFB-Pokal der Frauen | Totale   | Totale | Totale      | Totale     |
| Giocatore    | Presenze          | Reti              | Ammonizioni       | Espulsioni        | Presenze             | Reti                 | Ammonizioni          | Espulsioni           | Presenze | Reti   | Ammonizioni | Espulsioni |
| ------------ | ----------------- | ----------------- | ----------------- | ----------------- | -------------------- | -------------------- | -------------------- | -------------------- | -------- | ------ | ----------- | ---------- |
| S. Arnold    | 19                | 5                 | 1                 | 0                 | 3                    | 1                    | 0                    | 0                    | 22       | 6      | 1           | 0          |
| V. Aschauer  | 8                 | 0                 | 1                 | 0                 | 1                    | 0                    | 1                    | 0                    | 9        | 0      | 2           | 0          |
| N. Banecki   | -                 | -                 | -                 | -                 | -                    | -                    | -                    | -                    | -        | -      | -           | -          |
| F. Bangerter | 6                 | 0                 | 0                 | 0                 | 1                    | 0                    | 1                    | 0                    | 7        | 0      | 1           | 0          |
| L. Benkarth  | 19                | -50               | 0                 | 0                 | 4                    | -7                   | 0                    | 0                    | 23       | -57    | 0           | 0          |
| J. Clark     | 20                | 0                 | 1                 | 0                 | 3                    | 1                    | 1                    | 1                    | 23       | 1      | 2           | 1          |
| S. Däbritz   | 22                | 1                 | 3                 | 0                 | 3                    | 0                    | 1                    | 0                    | 25       | 1      | 4           | 0          |
| K. Fellhauer | 0                 | 0                 | 0                 | 0                 | -                    | -                    | -                    | -                    | 0        | 0      | 0           | 0          |
| A. Hegenauer | 21                | 0                 | 3                 | 0                 | 3                    | 1                    | 1                    | 0                    | 24       | 1      | 4           | 0          |
| C. Igwe      | 13                | 2                 | 1                 | 0                 | 3                    | 1                    | 0                    | 0                    | 16       | 3      | 1           | 0          |
| L. Karl      | 5                 | 0                 | 0                 | 0                 | 0                    | 0                    | 0                    | 0                    | 5        | 0      | 0           | 0          |
| H. Kayikçi   | 21                | 4                 | 3                 | 0                 | 4                    | 2                    | 0                    | 0                    | 25       | 6      | 3           | 0          |
| M. Krüger    | ?                 | ?                 | ?                 | ?                 | ?                    | ?                    | ?                    | ?                    | ?        | ?      | ?           | ?          |
| J. Lahr      | 5                 | 0                 | 0                 | 0                 | 1                    | 0                    | 0                    | 0                    | 6        | 0      | 0           | 0          |
| J. Maier     | 20                | 1                 | 3                 | 0                 | 4                    | 3                    | 2                    | 0                    | 24       | 4      | 5           | 0          |
| S. Meier     | 10                | 0                 | 1                 | 0                 | 2                    | 0                    | 0                    | 0                    | 12       | 0      | 1           | 0          |
| L. Petermann | 19                | 5                 | 0                 | 0                 | 4                    | 2                    | 0                    | 0                    | 23       | 7      | 0           | 0          |
| S. Puntigam  | 18                | 1                 | 0                 | 0                 | 4                    | 2                    | 0                    | 0                    | 22       | 3      | 0           | 0          |
| E. Ravn      | 0                 | 0                 | 0                 | 0                 | -                    | -                    | -                    | -                    | 0        | 0      | 0           | 0          |
| C. Savin     | ?                 | ?                 | ?                 | ?                 | ?                    | ?                    | ?                    | ?                    | ?        | ?      | ?           | ?          |
| C. Schöne    | 11                | 1                 | 0                 | 0                 | 2                    | 0                    | 0                    | 0                    | 13       | 1      | 0           | 0          |
| S. Starke    | 21                | 11                | 0                 | 0                 | 4                    | 2                    | 0                    | 0                    | 25       | 13     | 0           | 0          |
| T. Straub    | 3                 | -12               | 0                 | 0                 | 0                    | 0                    | 0                    | 0                    | 3        | -12    | 0           | 0          |
| D. Streng    | 13                | 0                 | 1                 | 0                 | 3                    | 0                    | 1                    | 0                    | 16       | 0      | 2           | 0          |
| M. Wilde     | 18                | 1                 | 0                 | 0                 | 4                    | 2                    | 0                    | 0                    | 22       | 3      | 0           | 0          |
| P. Züfle     | 2                 | 0                 | 0                 | 0                 | 0                    | 0                    | 0                    | 0                    | 2        | 0      | 0           | 0          |